# Liriodendron chinense
Liriodendron chinense är en magnoliaväxtart som först beskrevs av William Botting Hemsley, och fick sitt nu gällande namn av Charles Sprague Sargent. Liriodendron chinense ingår i släktet tulpanträdssläktet, och familjen magnoliaväxter. Inga underarter finns listade i Catalogue of Life.

## Bildgalleri

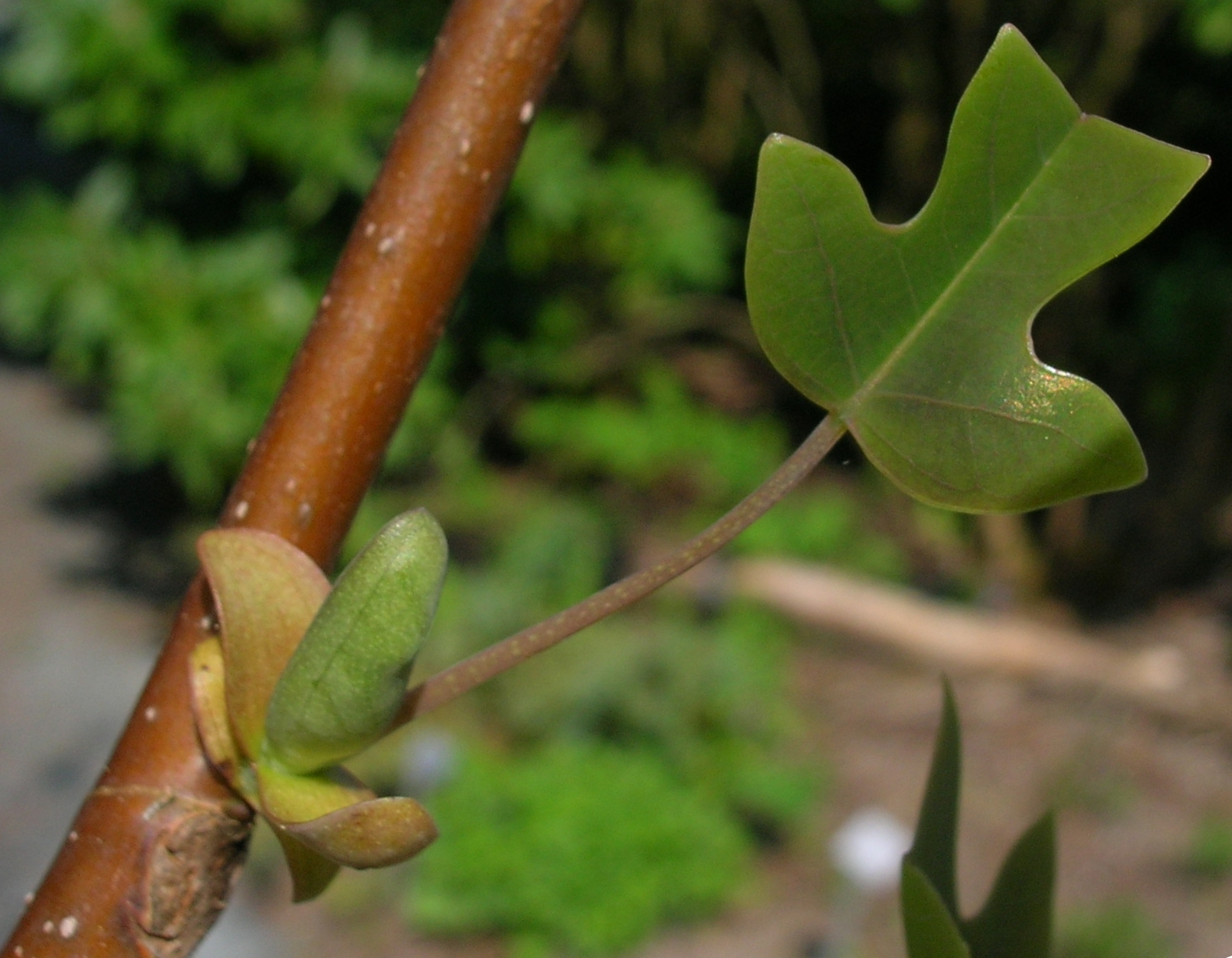
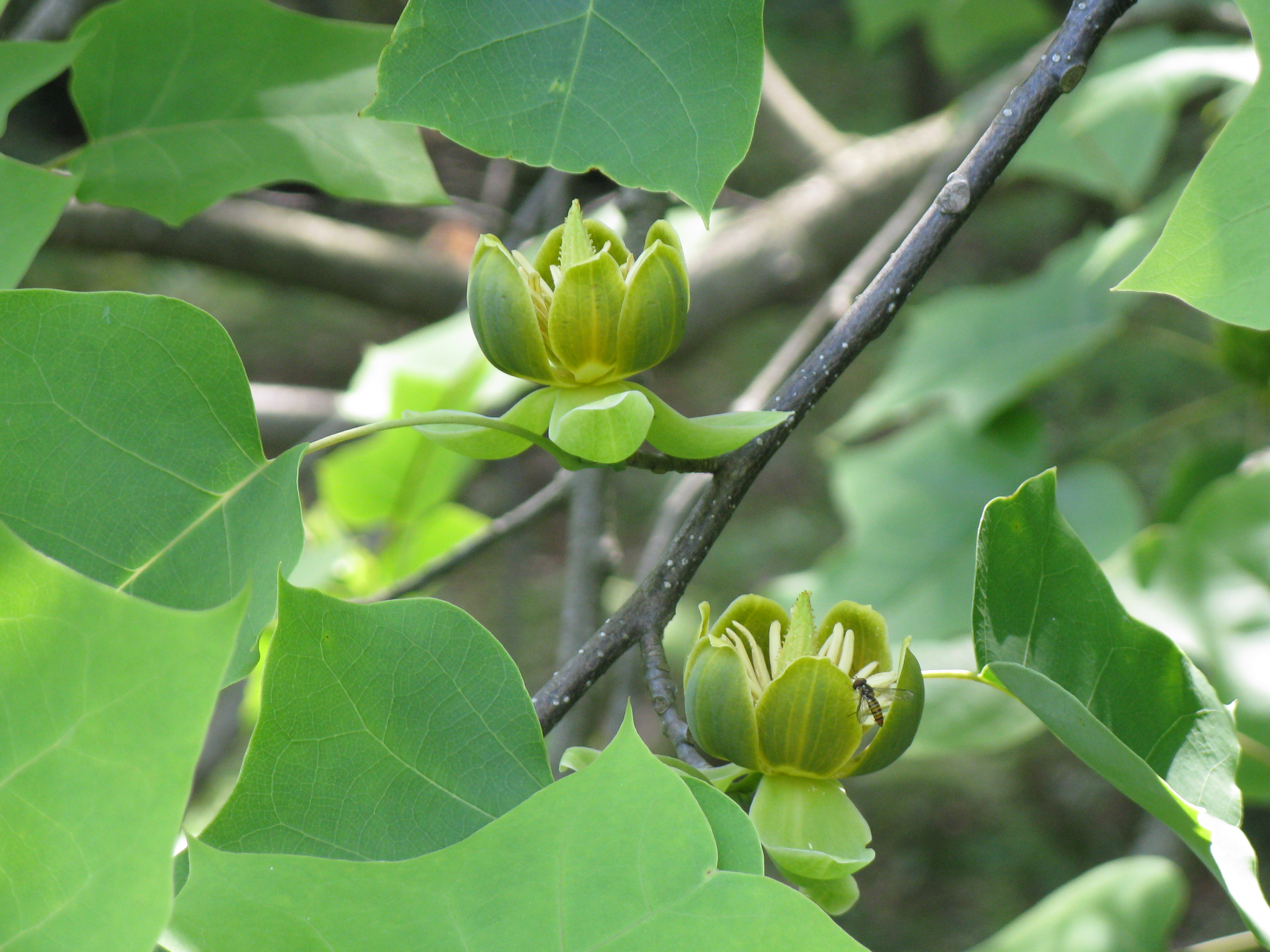
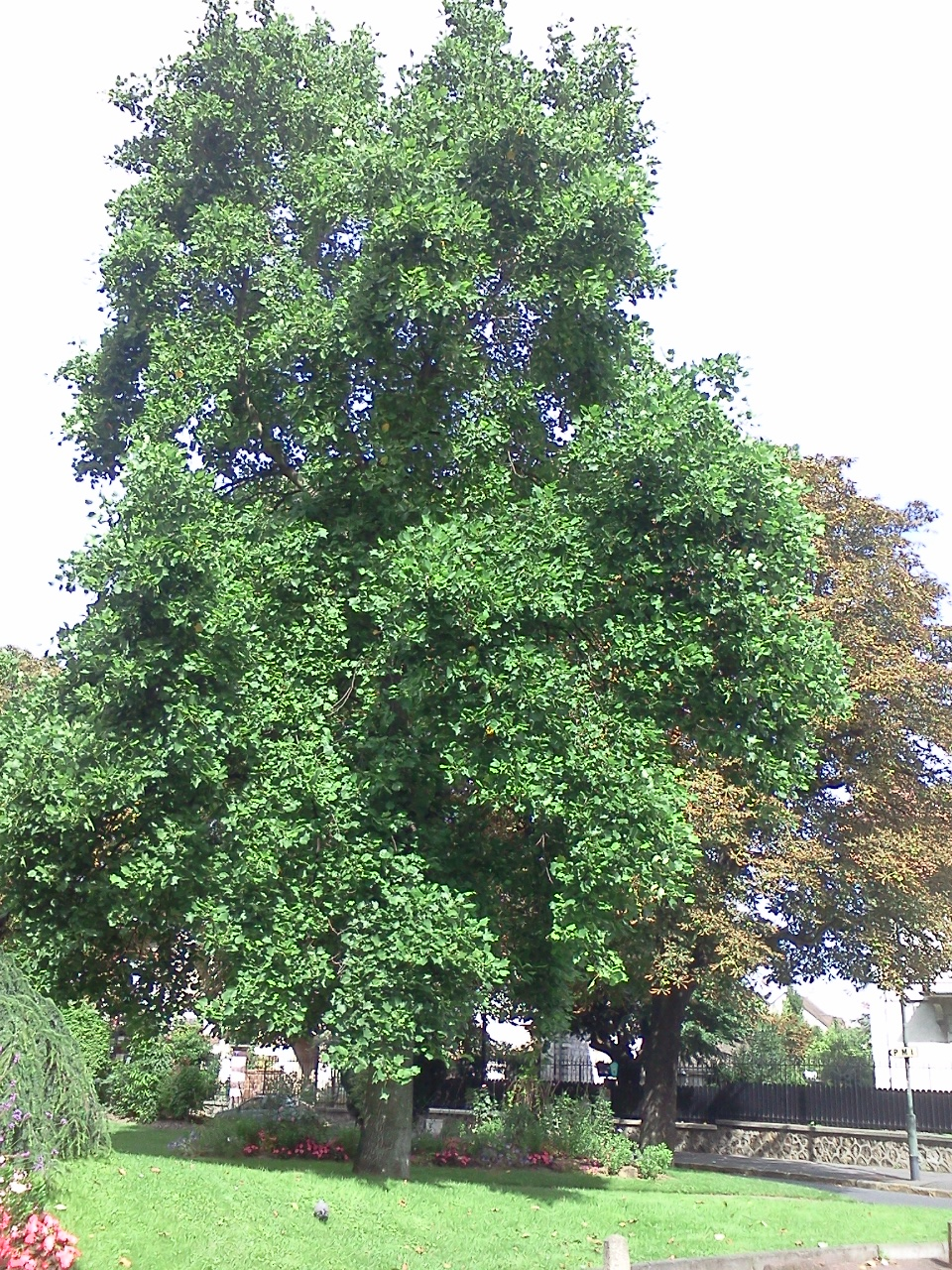
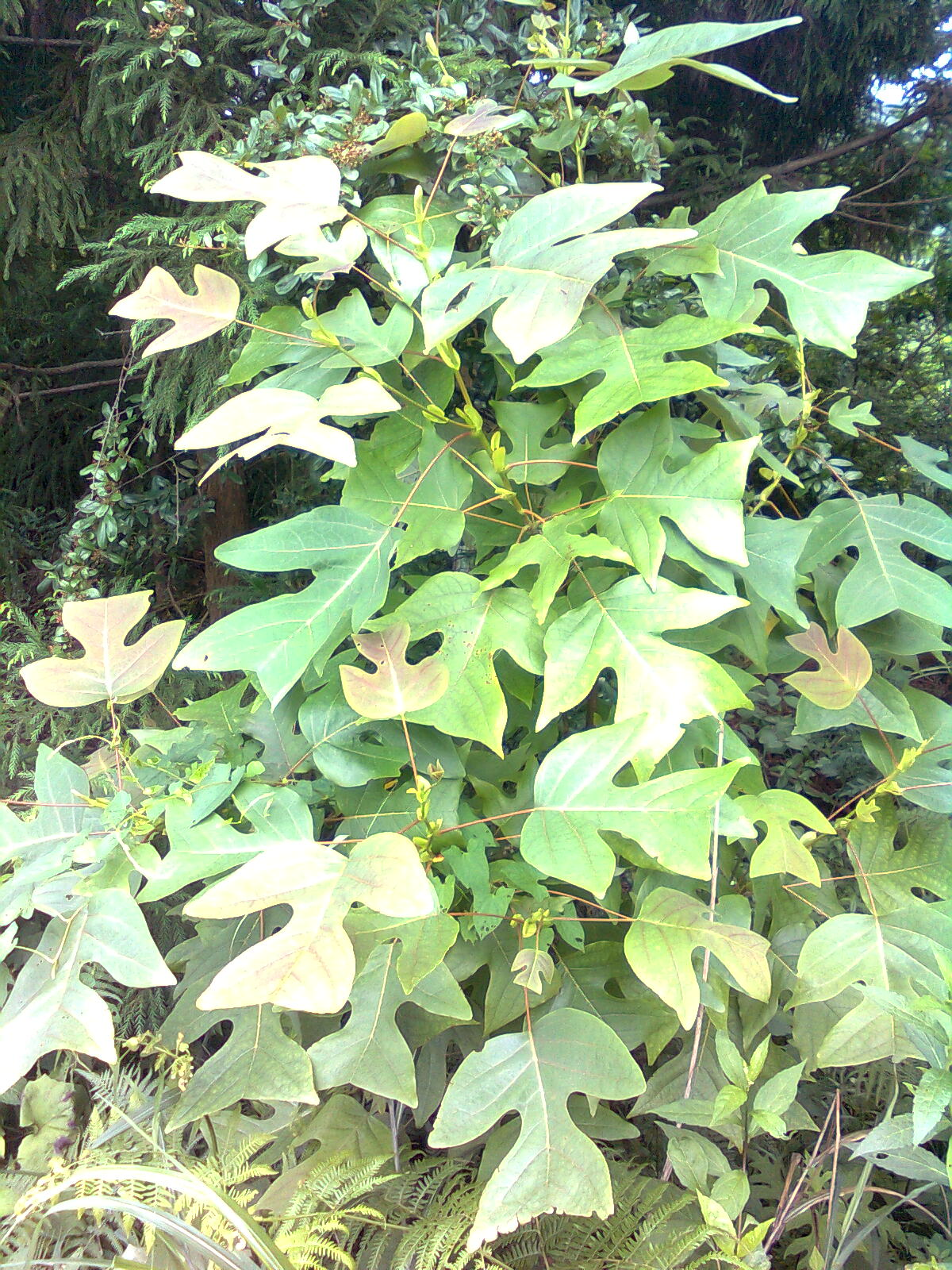
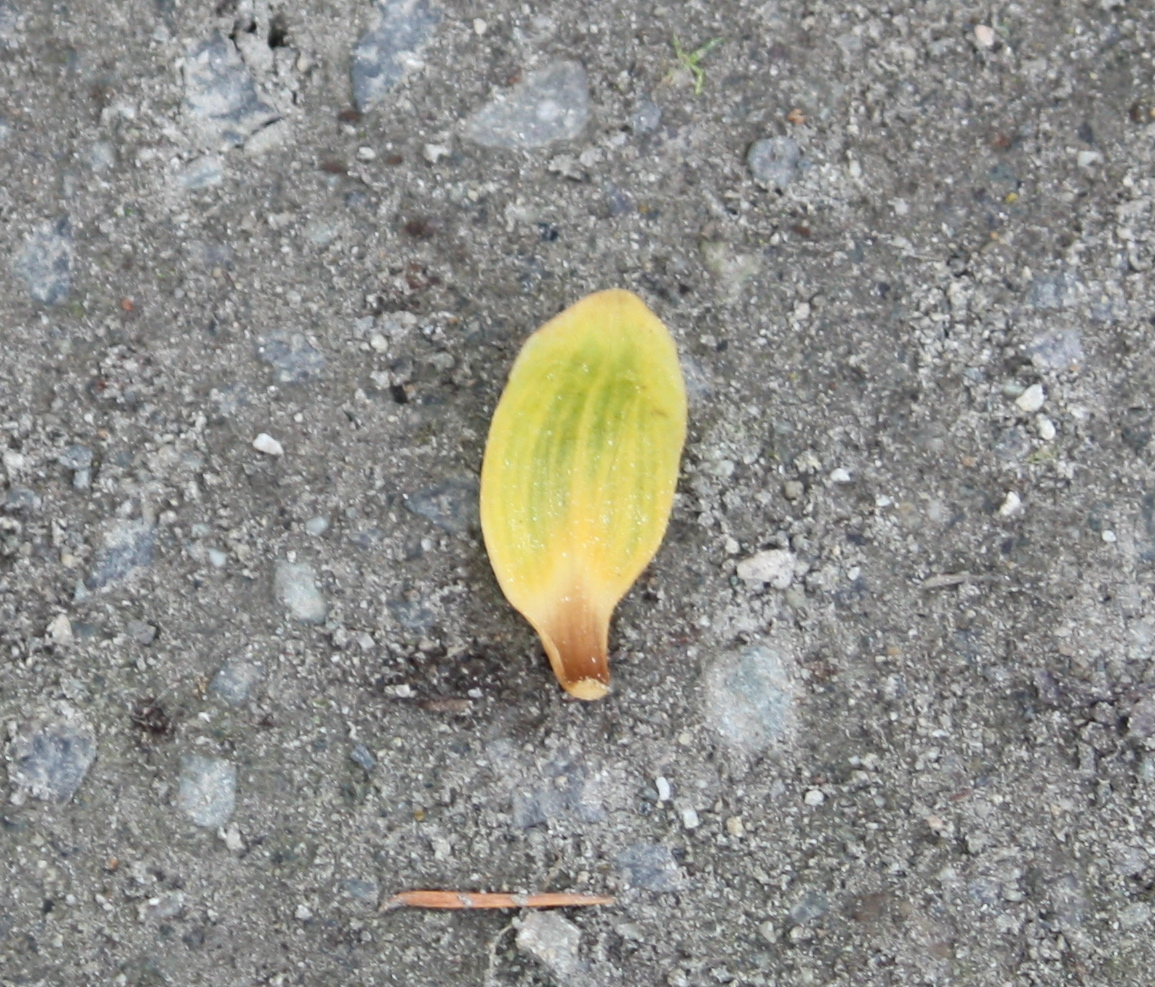